# بهارک یخچالی
بهارک یخچالی، بهارک برف‌دوست (نام علمی: Corydalis chionophila) نام یک گونه از سرده شقایقیان است.نام یک گونه (زیست‌شناسی) از سرده بهارک است.